# Walpi
Walpi /na hopi jeziku =place of the gap,/ pueblo Hopija s Prve Mese (First Mesa), sjeveroistočno od Flagstaffa u Arizoni. jedan je od najslikovitijih puebala američkog Jugozapada, danas glavna turistička atrakcija. Walpi je na vrhu mese osnovan nakon Pueblo ustanka (1680.), kako bi se lakše branili od španjolskih osvetničkih napada. U blizini Walpija nalaze se još dva naselja, to su Sichomovi koji su 1750. osnovali ljudi iz Walpija, i Hano, pueblo jednog stranog plemena koje je ovamo došlo iz Novog Meksika.
Dio stanovnika Walpija u podnožju Prve Mese osnovali su 1800-tih selo Polacca, zbog želje da budu bliže tgovačkoj postaji i školi. 

## Vanjske poveznice
- Walpi  Arhivirana inačica izvorne stranice od 2. svibnja 2009. (Wayback Machine)